# Kazuki Kurokawa
Kazuki Kurokawa (jap. 黒川 和樹, Kurokawa Kazuki; * 17. Juni 2001 in Shimonoseki) ist ein japanischer Hürdenläufer, der sich auf die 400-Meter-Distanz spezialisiert hat.

## Sportliche Laufbahn
Erste internationale Erfahrungen sammelte Kazuki Kurokawa im Jahr 2021, als er in 48,68 s bei Ready Steady Tokyo - Athletics siegte und sich damit für die Olympischen Sommerspiele in Tokio qualifizierte, bei denen er mit 50,30 s in der ersten Runde ausschied. Im Jahr darauf siegte er in 48,90 s beim Michitaka Kinami Memorial Athletics Meet und erreichte bei den Weltmeisterschaften in Eugene das Halbfinale, in dem er mit 49,69 s ausschied. 2023 schied er bei den Weltmeisterschaften in Budapest mit 48,58 s erneut im Semifinale aus, ehe er bei den Asienspielen in Hangzhou in 49,21 s den vierten Platz belegte.
In den Jahren 2021 und 2022 wurde Kurokawa japanischer Meister im 400-Meter-Hürdenlauf.

## Persönliche Bestleistungen
- 400 m Hürden: 48,58  21. August 2023 in Budapest